# Gnatholepis volcanus
Gnatholepis volcanus es una especie de peces de la familia de los Gobiidae en el orden de los Perciformes.

## Morfología
Los machos pueden llegar a alcanzar los 10 cm de longitud total.

## Hábitat
Es un pez de Agua dulce, de clima tropical y demersal.

## Distribución geográfica
Se encuentran en Asia: lago Taal (Batangas, isla de Luzón, las Filipinas ).

## Observaciones
Es inofensivo para los humanos. 